# 오슬로메이시

오슬로메이 시의 위치

오슬로메이시(마케도니아어: Општина Осломеј, 알바니아어: Komuna e Osllomejit)는 과거 마케도니아 공화국 서부에 있던 지방 자치체로 행정 중심지는 오슬로메이이며 면적은 137km2, 인구는 10,420명(2002년 기준)이다. 1996년에 신설되었으며 2013년 키체보 시에 합병되면서 폐지되었다. 동쪽으로는 마케돈스키브로드 시, 남쪽으로는 브라네슈티차 시, 남서쪽으로는 키체보 시, 서쪽으로는 자야스 시, 북쪽으로는 고스티바르 시와 접하였다.